# Distretto di Chonnabot
Il distretto di Chonnabot (in thailandese: ชนบท) è un distretto (amphoe) della Thailandia, situato nella provincia di Khon Kaen.